# Bithynia thatkeana
Bithynia thatkeana е вид охлюв от семейство Bithyniidae.

## Разпространение
Този вид е разпространен във Виетнам.